# Leszek Stępniewski
Leszek Stępniewski (né le 22 avril 1962 à Skierniewice) est un coureur cycliste polonais.

## Palmarès
- Championnats du monde de cyclisme sur piste
  -  Médaille d'argent en poursuite par équipes amateur 1985
- Tour du Loir-et-Cher
  - Vainqueur en 1986
- Gran Caracol de Pista, Colombie
  - Vainqueur en 1985